# Charminster
Charminster es una localidad situada en el condado de Dorset, en Inglaterra (Reino Unido), con una población estimada a mediados de 2016 de 1322 habitantes.
Se encuentra ubicada al sureste de la península del Suroeste, cerca de la ciudad de Dorchester y de la orilla del canal de la Mancha (océano Atlántico).